# Chevron Engineering
Chevron Engineering ist ein neuseeländischer Hersteller von Automobilen. Eine andere Quelle verwendet die Firmierung Chevron Sports Cars. Sitz des Unternehmens ist Auckland.

## Unternehmensgeschichte
Das Unternehmen begann 1984 oder 1991 unter Leitung von Evan Fray mit der Produktion von Automobilen. Der Markenname lautet Chevron, in Anlehnung an Chevron Cars. Bis 1996 entstanden bereits 218 Fahrzeuge, von denen einige nach Australien, Japan und Neuguinea exportiert wurden.

## Fahrzeuge
Im Angebot stehen Sportwagen, die auch bei Autorennen eingesetzt werden können. Das erste Modell hatte einen Leiterrahmen aus Rohren mit 38 mm Durchmesser. Vorderradaufhängung und Hinterachse kamen vom Vauxhall Viva. Verschiedene Vierzylindermotoren von Ford mit 1600 cm³ Hubraum und Toyota über einen 4,4-Liter-Motor von Leyland Motor Corporation of Australia bis zu V8-Motoren von Ford mit 5000 cm³ Hubraum trieben die Fahrzeuge an. Das Unternehmen nennt die Modelle Aprisa, Cypher und Classic.